# 정덕신례
정덕신례(正德新例, 혹은 쇼토쿠신례), 혹은 해박호시신례(海舶互市新例)는 아라이 하쿠세키(新井白石)가 양력 1715년 2월 14일, 일본 음력으로 쇼토쿠(正德) 5년 1월 11일, 국제무역액을 제한하기 위하여 제정한 법령이다. 나가사키 신령(長崎新令), 정덕신령(正德新令)이라고도 한다.

## 내용
- 연간 무역 범위를 아래처럼 정하였다.
  - 청(淸) : 연간 30척, 거래액 은 6000관(貫)
  - 네덜란드 : 연간 2척, 거래액 은 3000관
- 수출품은 다와라모노(俵物), 즉 건해삼(いりこ), 말린 전복(干し鮑), 상어 지느러미(フカヒレ) 3가지 물품, 다시마(昆布), 말린 오징어(するめ), 놋쇠(真鍮) 제품이나 마키에(蒔絵), 이마리야키(伊万里焼) 등 미술공예품에 한정되었다.
- 무역선에는 막부(幕府)가 발행한 허가증인 신패(信牌) 지참이 의무였다.
- 나가사키 부교(長崎奉行)의 정원을 3명에서 2명으로 줄이는 대신, 불필요한 경비를 나가사키메즈케(長崎目付) 이하 중하급 야쿠닌(役人)을 설치하고 증가하도록 하였다.

## 경위
당시 일본은 이른바 쇄국(鎖国) 상황 하에 있었으며, 해외 교역은 나가사키(長崎), 류큐(琉球), 쓰시마(対馬), 마츠마에(松前) 네 지역으로 한정시키고, 이중 나가사키에서 네덜란드와 청에 한정하여 무역이 시행되었다. 네덜란드를 상대로는 양은(洋銀)에 의한 금은비가(金銀比価) 격차 등을 이용하여 네덜란드인들은 금은을 가져갔고, 청을 상대로는 수입물품 대금을 은으로 지불하였다. 이 은은 상당수가 중계무역을 수행한 네덜란드인의 손에 건네졌다. 아라이 하쿠세키는 국외로 유출된 금은의 양을 조사하여, 호에이(宝永) 6년 음4월 1일, 쇼군 도쿠가와 이에노리(徳川家宣)에게 제출하였다. 이에 의하면, 60년간 금 2,397,600량, 은 374,200관이 국외로 유출되었으며, 100년동안 일본에서 산출된 금의 1/4, 은의 3/4이 유출되었다. 또한 동은 45년동안 1,114,498,700근(斤)에 이르렀다. 당시 금이나 은을 화폐 대신으로 사용하였기에, 이런 사태는 피할 수 없었던 경향이었다.
하쿠세키는 이를 내버려 두면 향후 100년도 안되어 일본의 금은이 바닥날 것이라 걱정하여 무역제한을 제안하였다. 우여곡절 끝에 1715년(쇼토쿠5년) 해박호시신례를 설정하였다.

## 배경
그러나 실제로는 중국 상인들이 금을 일본으로 옮긴 부분도 있었다. 이는 금 1몬메(匁, 관의 1/1000, 3.75g)에 은 10~20몬메라는 비율이었으며, 결과적으로 유출된 금 중에 6할 이상은 다시 일본으로 유입되었다.
게다가 하쿠세키의 건의에는 의도적인 수치 조작이 있었다. 확실히 하쿠세키의 건의대로 금은의 유출은 사실이었으나, 이는 어디까지나 100년 단위였다. 실제로 막부의 무역통제 진행이나 금은의 대체품으로 동이나 상품 수출이 장려된 것에 의해, 조쿄(貞享) 2년(1682)부터 13년 동안 중국으로 유출된 은은 총액 4,000관(금으로는 6,6만량), 금은 130량, 네덜란드에 대해서도 1682년부터 24.7: 동안 유출된 금은 32.9만령을 넘지 않아, 최근 20년으로 제한하자면 금은의 대량유출이라는 사실이 아니었던 것이다. 게다가 주요 수출품인 생사의 국산화 장려도 하였고, 향후 나가사키 무역에 국내의 금은이 고갈할 정도의 유출이 일어날 가능성은 전혀 없었던 것이다.
또한 이 건의 직후부터 하쿠세키는 나가사키 무역 제한을 정하려 하여, '청선을 연간 10척, 거래액 은3,000관, 네덜란드선을 연간 1척, 거래액은 청선의 절반으로 한다', '내항 수에 응하여 다음 내항 허가증(공험公験)을 교부하여, 5년 기간으로 내항선 수와 거래액을 정액으로 억제한다' 등의 대폭적인 무역제한을 담은 초안(호에이신례宝永新例)를 작성하였다. 같은 초안에서 하쿠세키는 해외무역을 '외국의 무용한 물건과 우리나라의 유용한 물건을 교환할 뿐'이라고 정의하여, '우리나라의 정도(政道)를 해하는 것으로 본래는 외국인의 일본 내항을 일체 금지해야 하는' 것을 '쇼군 가문의 은혜로 무역을 허하고 있다'고 기술한 것 등으로부터 무역제한에 대하여 강경한 생각을 가지고 있는 것을 엿볼 수 있다. 그러나 나가사키 부교는 하쿠세키의 근거가 무역제한을 목적으로 한 의도적인 주장으로 현재 무역규제만으로도 네덜란드나 청의 선박은 괴로워하고 있다는 것, 게다가 종래 무역규제에 있던 금은 이외 대체품에 의한 수출 규정을 폐하였기에 도리어 금은의 유출이 증가하는 것을 이유로 강하게 반대하였기 때문에, 실시할 수 없었다. 이에 대해 하쿠세키가 무역제한 실현을 위하여 파견한 샤로운 나가사키 부교 오오오카 기요스케(大岡清相)조차도 호에이신례(宝永新例)를 현실울 무시한 무모한 주장이라고 간언하였다 전한다.
그 결과 정덕신례는 한편으로는 보수적인 개혁이면서도 다른 한편으로는 무역 자체 유지를 추구하는 내외의 바람과 현실에 입각한 개혁이었다고도 할 수 있다. 또한 무역제한 자체는 하쿠세키 이전부터 시행되어 온 정책의 답습에 지나지 않으며, 새로운 제도로서 신패제도 도입이나 나가사키 부교 혹은 시정(市政) 개혁에 의한 밀무역 방지를 기도하려 한 것이 신례의 특징이었다고 할 수 있다.
하쿠세키의 의도는 금은의 유출을 방지하는 것을 명목으로 하지만, 실제로는 금은의 대체품이자 화폐의 재료인 동의 수출을 억제하여 화폐가치의 안정을 기도하는 것, 또한 무역 억제에 의해 이전 쇼군 도쿠가와 츠나요시(徳川綱吉) 시대의 부정적 유산인 방만한 재정과 사치스러운 풍조를 단속하여, 유학이 이상으로 삼는 억상(抑商)과 농본주의(農本主義) 노선으로의 회귀를 꾀한 측면이 강하기도 하다.

## 같이 보기
- 아라이 하쿠세키